# Mayra Rondo Ndjinga
Mayra Rondo Ndjinga (ur. 7 lipca 1988) – poetka z Gwinei Równikowej.
Pochodzi z grupy etnicznej Ndowé. Urodziła się w Ekuku w Bacie. Podstawową edukację odebrała w rodzinnym mieście, następnie przeniosła się do stołecznego Malabo, podejmując naukę w miejscowych szkołach średnich. Studiowała socjologię na Narodowym Uniwersytecie Gwinei Równikowej (Universidad Nacional de Guinea Ecuatorial, UNGE)
Znana nade wszystko z poezji, opublikowała między innymi La vida es vanidad. Za pracę tą otrzymała Nagrodę Raquel Ilonbé (2018), przyznawaną przez Centro Cultural de España w Malabo. Ceniona za prostotę i płynność stylu, jak również za egzystencjalny posmak swych utworów. Uwzględniona w Nuevas voces de la literatura de Guinea Ecuatorial. Antología (2008-2018) opracowanej przez Juana Riochí Siafę.